# Bureau Sport
Bureau Sport is een televisieprogramma van de Nederlandse omroep VARA. Het is een sportmagazine waarbij sport de kapstok is. Deze journalistieke zoektocht vol satire stort zich sportbreed op vraagstukken, mysteries en mythen in de Nederlandse sportgeschiedenis worden ontrafeld, clichés afgestraft en nieuwe theorieën opgeworpen.

## Ontstaan
Aan de vooravond van de sportzomer van 2012 maakte Erik Dijkstra en Frank Evenblij, beiden bekend van de Jakhalzen in DWDD, dit programma als een warmloper op zowel het EK 2012, de Olympische Spelen als de Tour de France. Interviews met sporters, sportcommentatoren en een heuse fact-checking department zijn onderdelen in de eerste reeks van dit programma. In iedere uitzending zit een column van Youp van 't Hek. Het tweede seizoen was vanaf 2 januari 2013 te zien. Het derde seizoen was vanaf 19 augustus 2013 te zien. Hierin werd een sportquiz georganiseerd voor sporters. Het vierde seizoen was 2 en 3 januari 2014 te zien. Het vijfde seizoen dat begon op 19 mei is geheel gericht op het Wereldkampioenschap voetbal 2014. In de winter van 2015 was seizoen zes. Dit seizoen bestond uit vier nieuwe afleveringen. In het kader van de Tour de France 2015 is het zevende seizoen gewijd aan wielrennen. Vanaf 27 juni tot en met 3 juli 2015 dagelijks te zien (zeven afleveringen). Op 15 oktober 2015 begon een nieuwe serie; met de eerste aflevering die in teken stond van het schaatsen (omhoogschaatsen op de Vamberg in Drenthe; met schaatser Pim Schipper en skeeleraars Kay en Rick Schipper). Op 15 juli 2016 begon een nieuw seizoen dat in het teken stond van de Olympische Zomerspelen 2016. Vanaf 4 januari 2018 begon het winterseizoen met vijf afleveringen als aanloop naar de Olympische Winterspelen van PyeongChang, onder de naam Bureau Korea.